# It's a Mystery, Charlie Brown
It's a Mystery, Charlie Brown (no Brasil: É um mistério, Charlie Brown [VTI-Rio] ou Sherlock Snoopy [SC-SP]) é o 11º especial de TV para horário nobre baseado na popular história em quadrinhos Peanuts, de Charles M. Schulz . Foi originalmente transmitido pela rede CBS em 1º de fevereiro de 1974. Este foi o primeiro especial de Charlie Brown em que Bill Melendez não dirigiu, desta vez foi dirigido por seu colega Phil Roman, mas Bill ainda atuou como produtor e dublando Snoopy e Woodstock.
Este especial foi lançado em DVD pela primeira vez, em formato remasterizada como parte do conjunto de caixas de DVD, Coleção Peanuts 1970, Volume Um. No Brasil foi exibido na Rede Record entre 2007 e 2008 (com dublagem da VTI) e distribuído em fitas VHS na década de 90, pela distribuidora Vídeo Arte do Brasil (com dublagem do estúdio SC).

## Sinopse
Woodstock monta um novo e chique ninho, e depois do trabalho ele sai para tomar banho mas é pego na chuva e quase se afoga. Snoopy salva a vida dele e o deixa ficar em casa até o tempo melhorar e que possa se recuperar. Quando Woodstock volta para a árvore, descobre que o ninho desapareceu misteriosamente, e pede ajuda a Snoopy. Adotando o disfarce de Sherlock Holmes (completo com manto, boné deerstalker e cachimbo), Snoopy e Woodstock vão à caça do ninho desaparecido, seguindo um conjunto de pegadas misteriosas encontradas na árvore.
A maioria dos lugares que eles verificam inclui:
- A casa de Charlie Brown, onde eles o acordam e lhe dão o terceiro grau. Ele naturalmente nega qualquer coisa sobre tomar o ninho.
- Casa de Lucy e Linus, usando uma quantidade excessiva de poeira para verificar impressões digitais. Snoopy finalmente encontra um canudo de vassoura e acredita que isso é evidência suficiente para fazer Lucy uma suspeita. Ele tenta algema-la, mas ela joga Snoopy para fora de casa.
- A casa de Marcie, onde Snoopy pega seu bloco de notas e a questiona sobre o paradeiro do ninho. Mas ela é incapaz de entende-lo, então bate a porta na cara dele.
- Casa de Chiqueirinho, onde Snoopy imediatamente o descarta como suspeito, devido ao excesso de poeira. Quando Snoopy e Woodstock fogem, Pig-Pen responde dizendo para voltarem a qualquer momento, porque ele não recebe muitos visitantes.
- Finalmente, na casa de Paty Pimentinha, que acha que Snoopy está brincando de Policiais e Ladrões, então ela veste uma máscara de assaltante e o persegue pela casa. Assustando, Snoopy e Woodstock que escapam.

Voltando ao local onde ocorreu o crime, Snoopy percebe mais um conjunto de pegadas que já havia visto antes; eles se afastam da árvore e seguem direto para a escola primária. Depois de entrarem por uma janela aberta, eles finalmente encontram o ninho de Woodstock sob o vidro em uma vitrine, junto com outros objetos que também estavam sob o vidro. Os dois pegam o ninho e correm de volta para a árvore, quando Snoopy reinstala o domicílio para seu amigo, ele fica muito feliz e agradecido.
No dia seguinte, Sally reclama com Charlie Brown que sua exposição de ciências foi roubada. Ela revela que seu objeto científico era chamado "ninho de pássaro pré-histórico", Charlie Brown rapidamente percebe que foi sua própria irmã quem pegou o ninho de Woodstock, ele tenta explicar para ela que o ninho pertence a Woodstock mas Sally não dá ouvidos e se convence de que o ninho é dela por tê-lo achado primeiro.
Chateada, Sally encontra Snoopy e Woodstock que estavam passeando, e exige que eles devolvam seu ninho e os três estavam prestes a brigar, quando Charlie Brown interfere e sugere que os três lidem com o problema de uma maneira civilizada, então todos vão ver Lucy em seu estande psiquiátrico, que ela converte em um tribunal onde Lucy é a juíza e Linus é o estenógrafa. Antes de começar o tribunal Lucy cobra uma taxa normal de cinco centavos para cobrir as custas judiciais e pede que todos paguem antecipadamente, e não depois. Os dois lados apresentam seu caso à juíza Lucy: Snoopy (como advogado de Woodstock) apresenta um documento que contém uma linguagem jurídica excessiva sobre posse de propriedade, e Sally (se representando como advogado) com o argumento simples de que o ninho é dela porque achou primeiro. Infelizmente Linus não ajuda muito, porque ele só se lembra de algumas palavras ditas antes que o caso fosse totalmente anunciado, mas Lucy decide a favor de Woodstock, dizendo que desde que ele construiu o ninho, portanto ele tem o direito de ficar com o ninho.
Sally fica irritada com a decisão de Lucy, agora que não tem nada para apresentar na aula de ciências, mas Charlie Brown e Snoopy têm uma ideia. Snoopy está disposto a se voluntariar para ser sua exibição recriando o experimento da saliva de cães de Pavlov. Embora ela seja contra, a princípio, decide concordar com isso e recebe um "A" em seu projeto de ciência. Nos créditos finais, quando Woodstock está deitado em seu ninho, o fundo cai, fazendo com ele caia de sua árvore.

## Trilha Sonora
Até o momento, não foi lançado nenhuma trilha sonora oficial para É Um Mistério, Charlie Brown. No entanto, em meados de 2000, foram descobertos fitas cassetes das sessões de gravação dos sete especiais de televisão Peanuts que foram lançados nos anos 70, com as músicas de Vince Guaraldi , as fitas foram descobertos por seu filho David Guaraldi. Algumas partes da música do especial foram lançadas em 2008 no álbum de compilação, Vince Guaraldi, e as Lost Cues do Charlie Brown Television Specials, Volume 2.

## Créditos
- Criado e escrito por: Charles M. Schulz
- História por: Jeffrey Moss, Jon Stone, Ray Sipherd, Norman Stiles, Joseph A. Bailey, Jerry Juhl
- Realizado por: Phil Roman
- Produzido por: Bill Melendez
- Produtor executivo: Lee Mendelson
- Uma produção de Lee Mendelson-Bill Melendez
- Música composta e executada por: Vince Guaraldi
- Supervisão Musical: John Scott Trotter
- Gráficos: Bernard Gruver, Dean Spille, Bill Littlejohn, Frank Smith, Don Lusk, Sam Jaimes, Carole Barnes, Al Pabian, Jack Schnerk, Joe Roman e Joanne Lansing
- Editado por: Chuck McCann
- Gravação:
  - Vozes: Gravadores Costeiros
  - Música: Gravação Wally Heider
  - Mix: Serviço de Som dos Produtores
- Câmera: Dickson / Vasu
- Títulos: Evert Brown
- Assistente de Produção: Judy Freudberg
- Em cooperação com United Feature Syndicate, Inc. e Charles M. Schulz Creative Associates
- O FIM "É um mistério, Charlie Brown" © 1974 United Feature Syndicate, Inc.